# Jennifer Stone

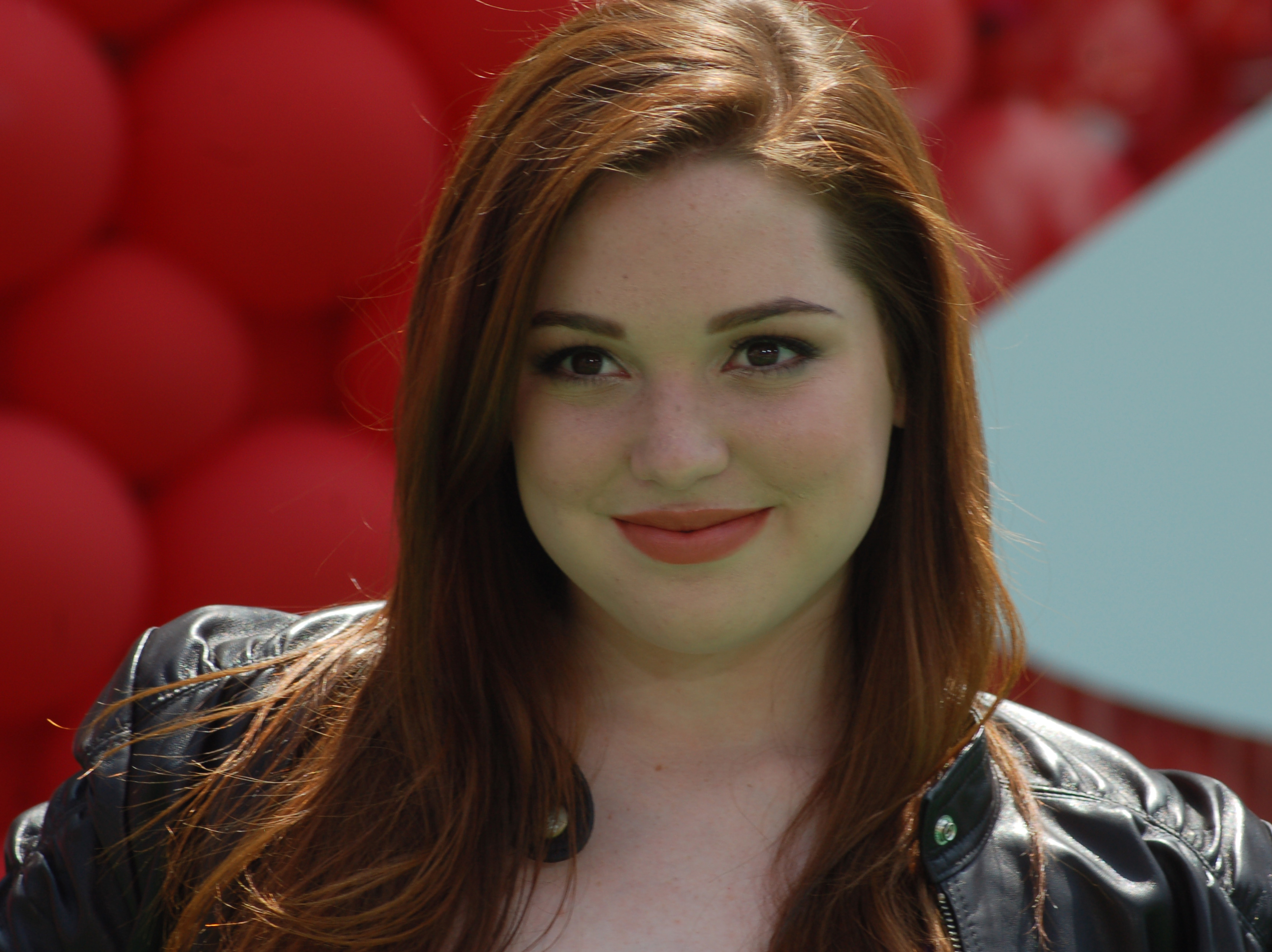
Jennifer Stone 2009-ben, a Fel c. animációs film premierjén.

Jennifer Stone (Arlington, Texas, 1993. február 12. –) amerikai     színésznő.
Legismertebb szerepe Harper Finkle a Varázslók a Waverly helyből c. sorozatból. 2010-ben megkapta a Harriet, a kém: Blogháborúk c. Disney film főszerepét, valamint szerepelt a Bajos csajok 2.-ben is.

## Pályafutása
Jennifer Lindsay Stone 1993. február 12-én látta meg a napvilágot az USA-beli Arlington városában, Texas államban. Hatéves volt, amikor először színészkedni kezdett, ekkor még csak helyi színházakban. Az inspirációt bátyja szolgáltatta, akit órákig képes volt figyelni a színházban. Több főszerep és kisebb díjak után, nyolcévesen írta alá első szerződését egy ügynökségnél. Kilencéves volt, amikor először Los Angelesben járt.
Karrierjében az első áttörés 2003-ban történt, amikor megkapta első filmes szerepét a Leharcolt oroszlánok c. New Line Cinema filmben. A Martha nevű lány eljátszásáért jelölték Young Artist Awardra. 2005-ben kapott egy komoly vendégszerepet a Doktor House-ban. A Súlyos eset című részben Jessicát alakította, aki komoly súlyfelesleggel küzd, és emiatt sokan csúfolják, míg egy nap szívrohammal szállítják kórházba. A szerepért 2005-ben másodszor is Young Artist Awardra jelölték. Mindezt két másik vendégszerep követte: Lily O'Donnel volt a Line of Fireben, valamint Brittany a Nyomtalanulban.
2007 februárjában következett az igazi áttörés, amikor megkapta Harper Finkle szerepét a Disney Channel sorozatában, a Varázslók a Waverly helyből c. produkcióban. Kollégáival, Selena Gomezzel és David Henrievel YouTube-videókat is készítettek, így létrehozott magának egy saját YouTube-csatornát is. Ám nemcsak barátokat szerzett neki az új szerep: a Disney Channel család tagjává vált, így részt vett rengeteg családi rendezvényen, köztük a Disney Channel Játékokon is, vagy filmek bemutatóján.
2009-ben a Disney Channel eredeti filmjében, az Apurablókban Debbie hangját kölcsönözte, valamint elkészült a Waverlyhez egy egész estés film is, ám ebben Harpernek már csak kevés szerep jutott. Ezután a Phineas és Ferb két epizódjában Amandaként, Candace jövőbeli lányaként hallhattuk a hangját. 2010-ben mondhatni saját filmet kapott a Disney-től, ő játszhatta el ugyanis az új Disney Channel film, a Harriet a kém: Blogháborúk főszerepét. Korábban jelentkezett Joan Jett szerepére a The Runaways – A rocker csajok c. filmbe, ám a szerepet később Kristen Stewart kapta. Bár a szerepet elvesztette, a filmet csak dicsérni tudta és azt nyilatkozta, Kristen tökéletes volt Joanként.
2011-ben a Bajos csajok 2-ben Abby Hanovert alakította. 2012-ben egy rész erejéig látható volt a Király páros c. sorozatban is, Priscillaként. A Generátor Rex két részében Beverly hangja, a Deadtime Stories négy részében pedig egy babysitter volt. 2013-ban Hannah Banks-et alakította A hidegsebész egy részében és szerepelt az új Waverly-film-ben, ami A varázslók visszatérnek: Alex kontra Alex címet kapta. Szintén 2013-ban, ősszel bemutatták a Nothing Left to Fear c. horrort, melyben Maryt alakította. A Grave Secretsben egy babysittert alakított. 2014-ben, főszerepben, Chloe Mitchell megformálójaként láthattuk viszont a High School Possession című thrillerben.

## Filmográfia

### Televízió
| Év        | Cím                         | Eredeti cím              | Szerep          | Megjegyzések                                       |
| --------- | --------------------------- | ------------------------ | --------------- | -------------------------------------------------- |
| 2004      |                             | Line of Fire             | Lily O'Donnell  | 1. évad: 8. rész                                   |
| 2005      | Doktor House                | House, M.D.              | Jessica Simms   | 1. évad: 16. rész                                  |
| 2005      | Nyomtalanul                 | Without a Trace          | Brittany        | 4. évad: 7. rész                                   |
| 2007–2012 | Varázslók a Waverly helyből | Wizards of Waverly Place | Harper Finkle   | Főszerep; magyar hangja Tamási Nikolett            |
| 2009      | Phineas és Ferb             | Phineas and Ferb         | Amanda          | 2. évad: 13. rész, 17. rész                        |
| 2011–2012 | Generátor Rex               | Generator Rex            | Beverly Holiday | Szinkronhang; 2. évad: 15. rész, 3. évad: 26. rész |
| 2012      | Király páros                | Pair of Kings            | Priscilla       | 2. évad: 23. rész                                  |
| 2012–2013 |                             | Deadtime Stories         | Babysitter      | mellékszereplő                                     |
| 2013      | A hidegsebész               | Body of Proof            | Hannah Banks    | 3. évad: 3. rész                                   |
| 2017      |                             | Nasty Habits             | Rachel          | 1 epizód                                           |

### Film
| Év   | Cím                                        | Eredeti cím                             | Szerep                | Magyar hang     |
| ---- | ------------------------------------------ | --------------------------------------- | --------------------- | --------------- |
| 2003 | Leharcolt oroszlánok                       | Secondhand Lions                        | Martha                |                 |
| 2009 | Apurablók                                  | Dadnapped                               | Debbie (szinkronhang) |                 |
| 2009 | Varázslók a Waverly helyből – A film       | Wizards of the Waverly Place: The Movie | Harper Finkle         | Tamási Nikolett |
| 2010 | Harriet, a kém: Blogháborúk                | Harriet the Spy: Blog Wars              | Harriet M. Welsch     | Csuha Bori      |
| 2011 |                                            | Fresh Studio                            | Maddie Rogers         |                 |
| 2011 |                                            | That's What I Am                        | További szinkronhang  |                 |
| 2011 | Bajos csajok 2                             | Mean Girls 2                            | Abby Hanover          | Csuha Bori      |
| 2013 | A varázslók visszatérnek: Alex kontra Alex | The Wizards Return: Alex vs. Alex       | Harper Finkle         | Tamási Nikolett |
| 2013 |                                            | Nothing Left to Fear                    | Mary                  |                 |
| 2013 |                                            | Grave Secrets                           | Bébiszitter           |                 |
| 2014 |                                            | High School Possession                  | Chloe Mitchell        |                 |
| 2014 |                                            | Teen Exorcism                           | Chloe Mitchell        |                 |
| 2019 |                                            | Santa Girl                              | Cassie                |                 |

## Díjak és jelölések
| Év   | Díj                             | Kategória | Jelölt                      | Eredmény |
| ---- | ------------------------------- | --- | --------------------------- | -------- |
| 2004 | Young Artist Award              | "Legjobb szereplés egész estés filmben - Tízéves vagy annál fiatalabb színésznő"                                   | Leharcolt oroszlánok        | Jelölve  |
| 2006 | Young Artist Award              | "Legjobb szereplés televíziós sorozatban (vígjáték vagy dráma) - Fiatal vendégszereplő színésznő"                  | Doktor House                | Jelölve  |
| 2008 | Young Artist Award              | "Legjobb fiatal csapat szereplése tv-sorozatban" (megosztva Selena Gomezzel, David Henrievel és Jake T. Austinnel) | Varázslók a Waverly helyből | Jelölve  |
| 2012 | Nickelodeon Kids’ Choice Awards | "Kedvenc tévés haver"                                                                                              | Varázslók a Waverly helyből | Jelölve  |